# Mohsen Hojaji
Mohsen Hojaji (persa: محسن حججی, pronunciación: Mosen Mujayiq; n. Najafabad, 12 de julio de 1991 - m. Al-Tanf, 9 de agosto de 2017) fue un ingeniero, militar, asesor y consejero iraní que participó en la Guerra Civil Siria como parte de los Cuerpos de la Guardia Revolucionaria Islámica, los cuales fueron mandados por el gobierno de Irán a brindar apoyo logístico al bando gubernamental liderado por el presidente sirio Bashar al-Asad.

## Biografía
Nació en 1991 en la ciudad de Najafabad, ubicada en la provincia de Isfahán en Irán. Ya como adulto estudió tecnología de Control en la Universidad de Ciencias Aplicadas y Tecnología de Alavicheh. Se unió a los Cuerpos de la Guardia Revolucionaria Islámica como ingeniero mecánica para que posteriormente sea reconocido por su labor lo que le valió la entrega de asesorar a soldados del ejército árabe sirio como parte de la alianza militar formada entre Irán y Siria para frenar el avance rebelde en la guerra civil que actualmente sufre el país.

### Captura y asesinato

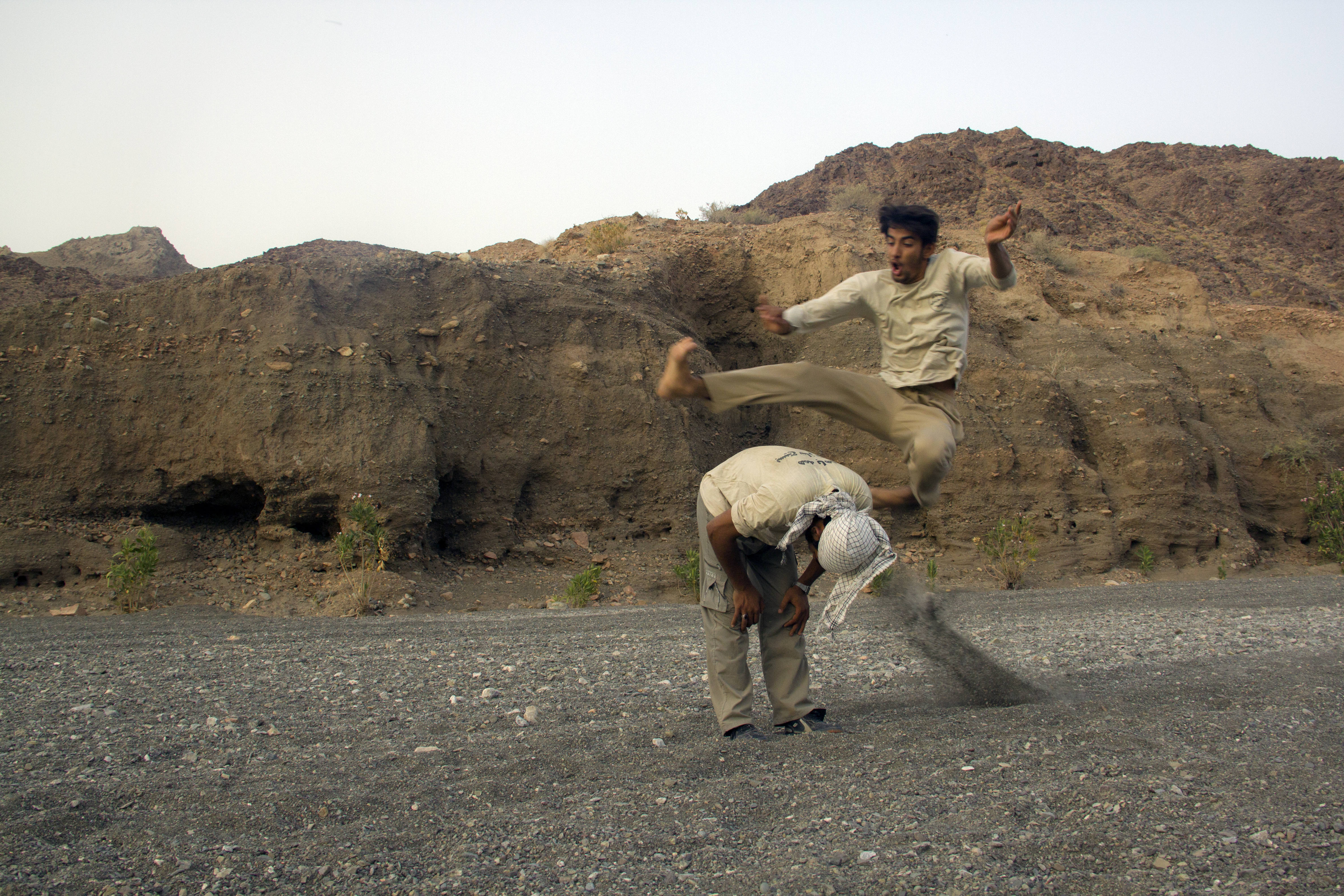
Hojaji entreno en la academia de los Cuerpos de la Guardia.

El 7 de agosto cuando el batallón iraní Najaf Ashraf acampaban junto a un escuadrón del ejército árabe sirio en la frontera entre Siria e Irak, específicamente en el pueblo sirio de Al-Tanf que sirve como paso fronterizo; una sección miliciana de la organización yihadista Estado Islámico lanzó un ataque sorpresa hacia Al-Tanf, el ataque terminó con la muerte de casi todos los presentes logrando solo un puñado de hombres sirio-iraníes huir del lugar, Hojaji no corrió la misma suerte porque su zona de campaña fue rodeada por los milicianos dejándolo sin oportunidades de poder escapar. Los altos cargos del Estado Islámico tomaron preso a Hojaji y el 9 de agosto —dos días después del ataque a su base— lo decapitaron, todo fue grabado y luego subido a internet. El cuerpo del militar posteriormente fue entregado a la organización pro-gubernamental Hezbolá como parte de un acuerdo de intercambio de soldados y combatientes muertos.

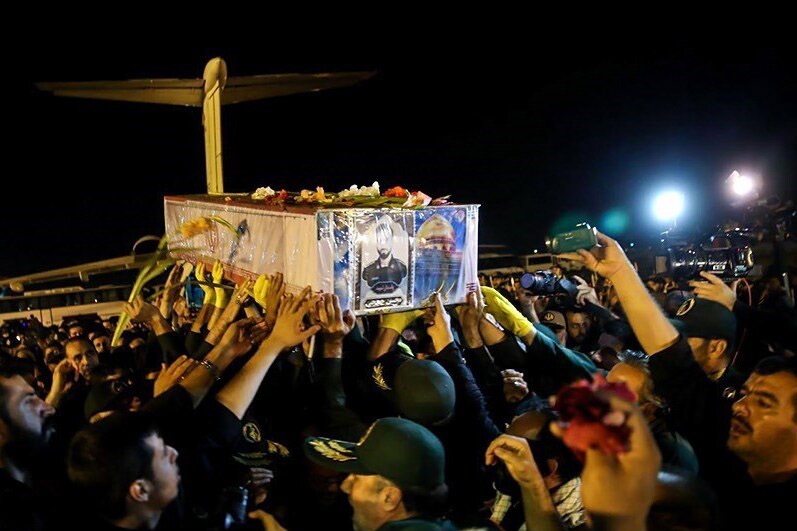
Ataúd de Hojaji en el Aeropuerto Internacional Imán Jomeini (Teherán) antes de ser embarcado y mandado a Najafabad, su ciudad natal.

#### Reacciones tras su muerte
Durante la llegada del cuerpo de Hojaji a Teherán una gran multitud esperaba con banderas rojas en manos, símbolo de respeto en el islam chií, todo el país le presto especial atención desde su llegada a su sepultura por medios de comunicación se logró saber que Hojaji dejaba un hijo de dos años en la orfandad, el gobierno iraní así como otras organización políticas, militares, religiosas o del espectáculo incluyendo también líderes extranjeros, expresaron sus condolencias a la familia y lo calificaron como "mártir", en internet lo compararon al líder chií Husáin ibn Alí que murió de manera similar, durante su funeral y entierro el sábado 28 de septiembre las personas portaron banderas negras, rojas e incluso cuadros de él, en las ciudades iraníes aparecieron retratos de Hojaji pintados en grandes murales y barrios de mayoría chií.